# Cordia eggersii
Cordia eggersii là loài thực vật có hoa trong họ Mồ hôi. Loài này được K.Krause mô tả khoa học đầu tiên năm 1906.